# Chemlane

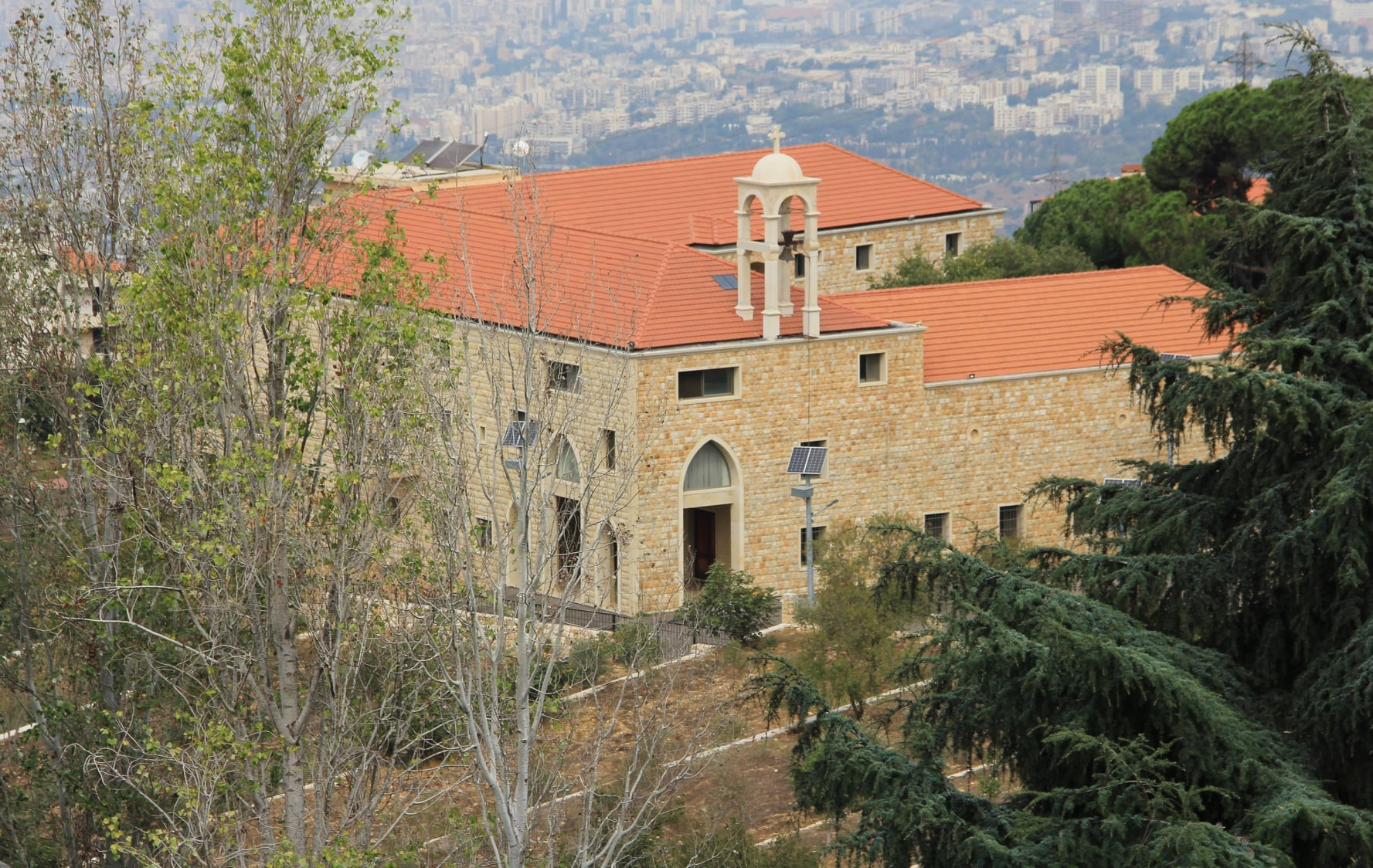

Chemlane (arabe : شملان) est un village libanais situé dans le caza d'Aley au Mont-Liban. Chemlane est situé à 25 km de Beyrouth.

## Histoire
Chemlane est mentionné pour la première fois dans des livres d'histoire dès le XIIe siècle. Des comptes plus récents attribuent Chemlan en tant que faisant partie de la terre appartenant à la dynastie de la famille de Chehab. Durant le XIXe siècle, cette terre a été cédée aux moines d'Antonins. Au cours des années, Chemlane a été habité par les familles suivantes : Jabbour, Hitti, Tabib, Farajallah--toutes ces familles sont de tradition Maronite-- dont beaucoup ont émigré durant la guerre civile libanaise.
L'emplacement stratégique de Chemlane qui surplombe l'Aéroport de Beyrouth et les fortes rivalité et polarisation politique des habitants du caza d'Aley ont contribué à faire de Chemlane un terrain de bataille féroce pendant crise de 1958 et l'invasion israélienne du Liban.
En 1947, le gouvernement britannique y a ouvert le centre des études arabes pour le Moyen-Orient à Chemlane. Cette École supérieure a gagné une réputation d’ « école d'espionnage » parce que plusieurs de ses diplômés ont travaillé pour la C.I.A ou le ministère des affaires étrangères de la Grande-Bretagne.

## Citoyen célèbre
- Philip Khuri Hitti, auteur et professeur sur le Proche-Orient originaire de Chemlane.